# Star Airlines
Star Airlines était une compagnie aérienne  française effectuant du transport à la demande de passagers de type charter pour les voyagistes dont son principal actionnaire, le voyagiste français Look Voyages et des lignes régulières au départ de Paris-Charles de Gaulle.

## Histoire

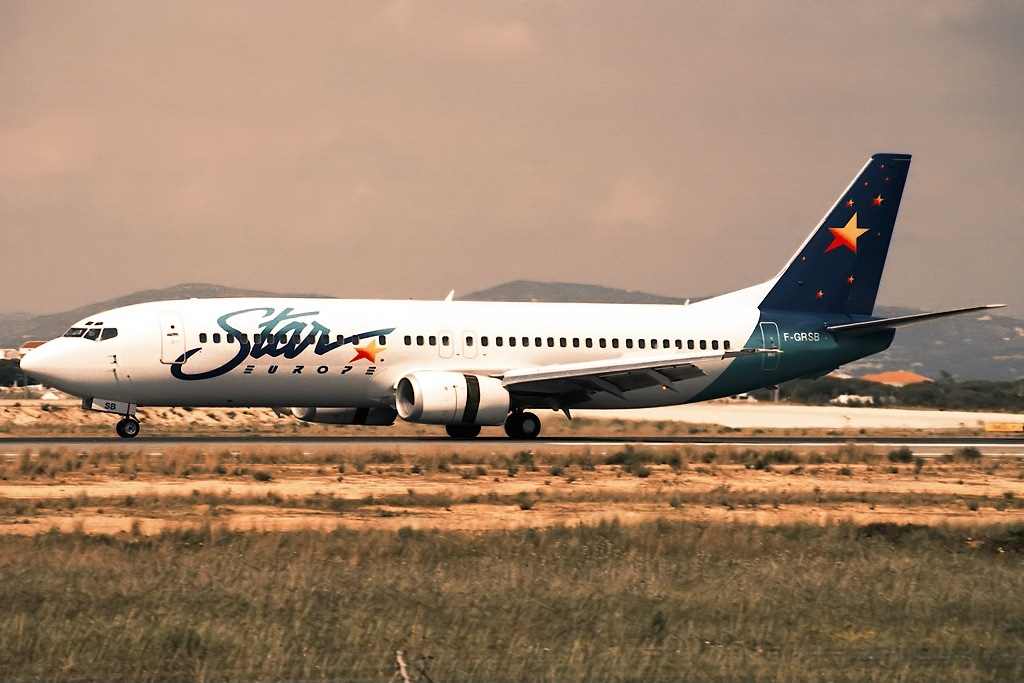
Boeing 737 F-GRSB de Star Europe à Faro au Portugal le 30 avril 1996

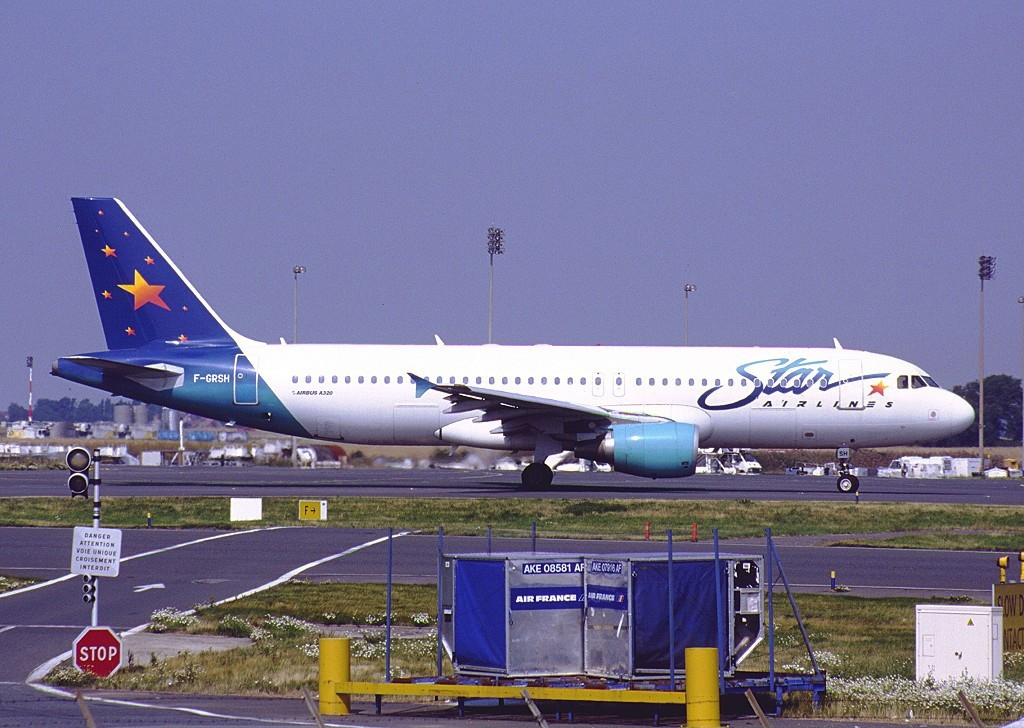
Airbus A320-200 F-GRSH de Star Airlines à Roissy-CDG le 28 juillet 2001

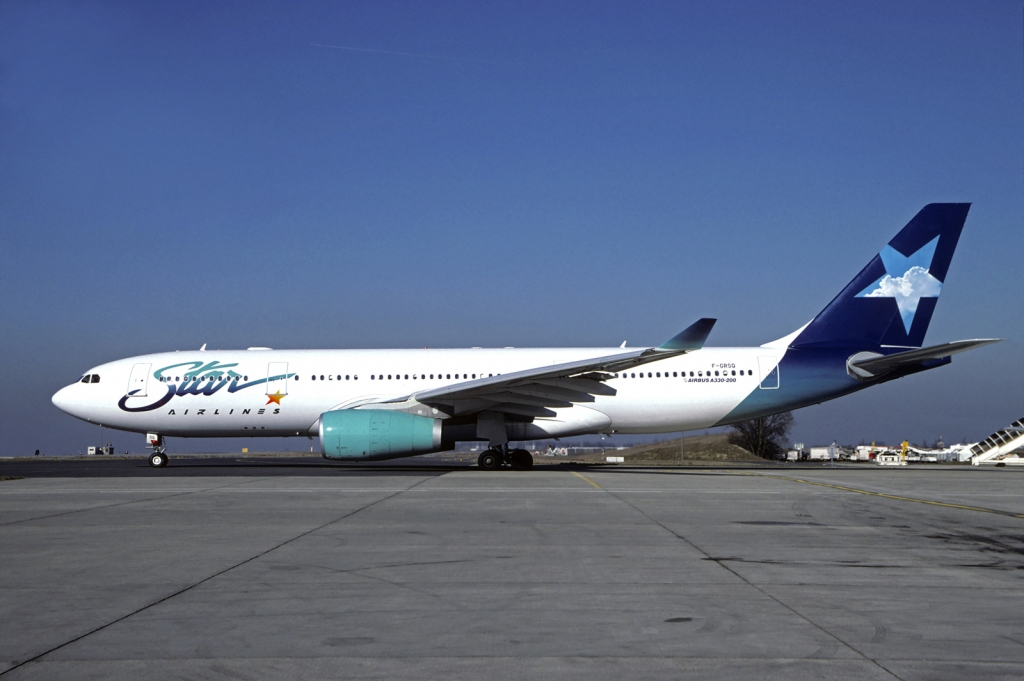
Airbus A330 F-GRSQ de Star Airlines

C'est en Août 1995 que Cédric Pastour créait la compagnie aérienne de transport de passagers Star Europe (nom commercial de Société de Transport Aérien Régional) filiale de Look Voyages, (détenteur également de la compagnie Air Liberté) avec un démarrage de l'activité le 22 décembre 1995 avec un premier un Boeing 737-300.
Entre 1986 et 1991, il avait créé la société de transport aérien régional (STAR) basée à Villeneuve-l'Archevêque dans l'Yonne. Sa nouvelle compagnie s'appelait donc Star Europe et commençait ses opérations avec des Boeing 737.
Cédric Pastour accède également en 1999 au poste de Directeur Général de la société LOOK VOYAGES.
Star Europe au capital de 12 millions de francs était détenue par le voyagiste Look Voyages (49,58 %), Gilles Hervouet un chef d'entreprise nantais autocariste (22,6 %), ASI Aviation (10 %) et Cédric Pastour (13 %).
La première année d'exercice (1996), Look Voyages lui a procuré plus de 75 % de ses 212 000 passagers transportés.
En 1996, le groupe canadien Transat A.T. Inc. (détenant la compagnie canadienne Air Transat), rachète 66 % de Look Voyages.
En Février 1997, Star Europe réceptionne à Toulouse, deux Airbus A320 (loués à GATX - Crédit Lyonnais), des avions de 180 sièges qui lui donnent la possibilité de desservir d'une traite des destinations comme Dakar ou Louxor au départ de France. Star devient la première compagnie privée française à utiliser cet appareil après Air France.
En 1997, Star aura transporté 430.000 passagers.
Pour homogénéiser sa flotte, Star restitue au loueur américain les deux Boeing 737 en vue de les changer par deux autres A320 (moyen courrier) et louer ensuite des avions long-courrier pour pouvoir desservir des destinations comme les Antilles, La Réunion, Cuba ou l'Amérique du Nord.
Star Europe signait en 1997 un contrat significatif avec le voyagiste Lillois "Nord Charter - Aquatours" (35 agences de voyages dans le Nord de la France) transportant pour ce dernier 130 600 passagers. En 1998, Aquatour rentre au capital de Star pour 5 %.
L'arrêt de la compagnie Air Charter en 1998, filiale charter d'Air France, viendra accentuer le développement de Star notamment avec le voyagiste français Fram qui utilisait principalement Air charter pour le transport de ses clients, mais aussi Touriscope, un voyagiste spécialisé sur Israël qui portera sur l'affrètement d'environ 130 vols par an dès avril 1998, le Club Med, Accor Tour, Kuoni ou Jet Tours.
En octobre 1997, Star Europe était rebaptisée Star Airlines pour éviter la confusion avec l'Eurostar du groupe ferroviaire SNCF.
A la fin de l'année 1998, Star Airlines fit une brève incursion dans le domaine du long-courrier avec un Lockheed Tristar de la flotte d'Air Transat mais les résultats étant décevants (14 350 passagers entre la métropole et Fort de France soit 1,32 % du volume total passagers 1999 et 21 041 passagers entre la métropole et Pointe à Pitre soit 1,78  du volume total passagers 1999 ou Air France capte 45 % de ce volume et Corsair 23 %), elle se concentrait sur le moyen-courrier. Néanmoins, en 2002, profitant des déboires de la compagnie aérienne AOM, elle s'équipait d'Airbus A330 pour se relancer sur le long-courrier,.
Star Airlines aura transporté 804 000 passagers en 1999 et 811 000 passagers en 2000.
Fin 2004, Star Airlines devenait une compagnie régulière en se lançant sur des lignes vers Cuba et le Mexique.
En octobre 2005, Star Airlines aura effectué 3 vols avec ses Airbus A330  pour rapatrier en métropole environ  700 clients du groupe Club Med avant le passage du cyclone sur Cancun au Mexique et 318 nouveaux passagers, clients des principaux tour-opérateurs français et de la compagnie elle-même.
En 2005, Star Airlines passait sous le contrôle du groupe Britannique Angel Gate (Air Horizons/Euralair) détenu par l'homme d'affaires Franco-égyptien, Raymond Lakah.
En février 2006, elle passait sous le contrôle à 100 % du groupe Islandais "Avion Group", qui détient par ailleurs, la compagnie Air Atlanta Icelandic et Excel Airways. Son nouveau P-dg était Laurent Magnin, 46 ans, ancien directeur commercial de Corsair de 1982 à 2004.
A l'été 2006, Star Airlines était affrétée en long-courrier (A 330) sur Punta Cana et les Bahamas, en moyen courrier (A320) par Club Med, Thomas Cook ou Aeroviaggi, en vol régulier sur Varadero et Cancun. 
Star Airlines rachetait en septembre le voyagiste Héliades, spécialistes des îles grecques.
En novembre 2006, Avion Group revendait ses parts au Britannique XL Leisure Group. 
Elle renommait alors Star Airlines, XL Airways France,.

## Le réseau
- Bassin méditerranéen (de la Grèce au Maroc)
- Proche-Orient (Israël, Liban)
- Amérique Centrale (République Dominicaine, Cuba et Mexique)
- DOM-TOM (Antilles françaises, Ile de la Réunion...)
- Afrique (Kenya)

## Flotte
- Boeing 737 : F-GRSA, F-GRSB, F-GRSC
- Airbus A310 : TF-ELR
- Airbus A320 : F-GRSD, F-GRSE, F-GRSG, F-GRSH, F-GRSI, F-GRSN
- Airbus A330 :F-GRSQ, C-GPTS (d'Air Transat), F-GSEU
- Lockheed Tristar : C-GTSR (d'Air Transat)